# دیوید فاز
دیوید فاز (انگلیسی: David Fas؛ زادهٔ ۱۶ اوت ۱۹۸۰) بازیکن فوتبال اهل اسپانیا است.